# Saidía
Saidía (en árabe: لسعيدية‎ as-Saˁīdīyya, en lenguas bereberes: ⴰⵊⵔⵓⴷ Ajrud, en francés: Saïdia o Saïdia du Kiss), conocida como «la Perla Azul», es una comuna y pequeña localidad de Marruecos, situada en el extremo nordeste del país, a orillas del mar Mediterráneo.
Localidad de tradición marinera, cuenta con una de las playas más largas de Marruecos, de arena fina y dorada, y disfruta de un clima mediterráneo. Es un consolidado centro de veraneo y se ha convertido en los últimos años en destino turístico internacional al albergar uno de los complejos turísticos más importantes del norte de África.

## Situación
Está situada en la región Oriental y en la provincia marroquí de Berkan, en la margen izquierda de la desembocadura del Uadi Kiss, a solo unos metros de la frontera con Argelia. En la margen derecha de la desembocadura del Uadi Kiss, y a apenas un kilómetro de distancia, se encuentra la localidad argelina de Marsa Ben M'Hidi.

## Comunicaciones
Por carretera (N-16) con el norte de Marruecos y (P-6010) con el sureste. A través de Melilla por barco o por avión (87 km por carretera). Desde los aeropuertos de Nador (90 km por carretera), y de Uchda (Uchda-Angad, 52 km por carretera). Desde la vecina Argelia no se puede acceder, ya que la frontera entre ambos países permanece cerrada desde 1994.

## Clima
El clima de Saidía es semiárido, suave en los inviernos y moderadamente cálido en los veranos. Las temperaturas medias máximas durante el verano suelen variar entre 27 °C y 30 °C, mientras que las mínimas medias suelen variar entre 19 °C y 22 °C. En invierno, las temperaturas medias máximas suelen variar entre 17 °C y 20 °C, mientras que las mínimas suelen varias entre 9 °C y 12 °C. Las estaciones más lluviosas son el otoño y el invierno; más del 80 % de las lluvias anuales ocurren durante los seis meses del otoño y del invierno. Las precipitaciones torrenciales son frecuentes. 
La zona de Saidía se ve seriamente amenazada por un proceso de desertificación.

## Población
El censo oficial de 2014 cifra la población en 8780, pero durante la temporada turística incrementa de manera considerable sus habitantes. Llegando a recibir alrededor de 250 000 visitantes al año.

## Lugares de interés
- Casco antiguo.  Sus calles estrechas, las puertas de las viviendas, las plazas y terrazas, las tiendas y los cafés, conforman el ambiente de una medina tradicional. Es un lugar ideal para pasear y hacer compras.
- La Cornisa de Saidía (La Corniche).  Boulevard Mohamed V. Paseo marítimo. Punto de reunión y zona de paseo, al atardecer de veraneantes y lugareños. El Centro de Medina, cuyas puertas, calles estrechas, plazas y terrazas, tiendas y cafés, tiene el ambiente de una medina tradicional. Este espacio único es ideal para pasear y hacer compras.
- Alcazaba  (Casbah).  Boulevard Moulay Rachid.  Fortaleza del siglo XIX, mandada construir por el sultán Hassan I. Una construcción de adobe de 15 600 m² de superficie construida en la margen izquierda de la desembocadura del uadi Kiss, con el objetivo de vigilar la frontera con Argelia y controlar el movimiento de personas hacia y desde Argelia, que se encontraba en aquel momento bajo soberanía francesa.
- El Zoco (Souk).  Mercadillo que se celebra los domingos al aire libre, entre la alcazaba y el mercado.
- Playas.  Extensas playas de arena dorada que extienden desde la desembocadura del Uadi Kiss hasta la del río Muluya de más de once kilómetros de longitud, urbanizadas en la población y en la zona de Méditerrania-Saïdia y salvajes y semidesiertas en el resto del litoral.
- Méditerrania-Saïdia o “Med-Saïdia”.  Complejo turístico situado a unos 2 kilómetros del  pueblo de Saidia y a lo largo de unos seis kilómetros de playa y con una extensión de 7,13 hectáreas. Los lugareños lo llaman Fadesa, nombre de la empresa española que empezó el proyecto turístico. Aunque inaugurado oficialmente en 2009, sigue desarrollándose; cuenta con varios hoteles de lujo, campos de golf, un centro comercial La Medina con decenas de tiendas y un importante número de bares y restaurantes. Está prevista la construcción de un parque acuático, un cine, un centro médico, y un helipuerto. Contará con 2500 apartamentos, chalés y villas.
- Puerto deportivo La Marina.  Un puerto deportivo inaugurado en 2009, que forma parte del complejo Méditerrania-Saïdia y que cuenta con 850 amarres, con escuelas de vela, de submarinismo y de esquí acuático.

## Historia
Los primeros habitantes de esta zona fueron tribus nómadas de costumbres e idioma árabes, probablemente la de los Ouled-Mansour-Rel-Trifa. Estos primeros pobladores vivían en cabañas (gourbis) o en tiendas bereberes.
Alrededor del año 1548, los habitantes de esta región fundaron en este lugar una población en la que construyeron una mezquita. Pero cuando la población alcanzó una cierta importancia fue en 1881, o en 1883 según otras fuentes, cuando el sultán Hassan I mandó construir la ciudadela y dos mezquitas. Hasta entonces la población se llamó Adjroud, con la construcción de la ciudadela cambia de nombre y pasa a llamarse Saidía (As-Saidía) que significa 'la ciudadela feliz'. Durante mucho tiempo fue una especie de población fantasma, sin apenas habitantes, con una función administrativa y judicial. Los habitantes originarios de las tribus de Triffa vivían en los douars y acudían a la población a resolver los asuntos legales.
En la primavera de 1899 se construyen algunos edificios y una residencia para el Caíd. Saidia se convierte en aquella época, en  un lugar desembarque y tránsito para guarniciones de otras alcazabas o ciudadelas como la de Uxda.
A partir del protectorado francés (1912), comienza a ser utilizada como lugar de veraneo por algunos de los colonos franceses. 
En el marco del proyecto gubernamental “Plan Azur”, encaminado al desarrollo turístico de Marruecos, se creó el complejo turístico llamado Méditerrania-Saïdia, inaugurado en junio de 2009. Este complejo turístico se encuentra cerca de uno de los lugares con mayor biodiversidad de Marruecos, la reserva natural del estuario del río Muluya, una especie de oasis entre el Mediterráneo y los montes de Beni Snassen. Las empresas constructoras del complejo turístico han sido objeto de fuertes críticas debido a la deficiente protección medioambiental que han desarrollado, destruyendo especies autóctonas de la zona, tales como bosques de enebro rojo, y hasta 6 km de dunas y miles de tortugas griegas, y alterando el equilibrio medioambiental en estos espacios naturales únicos.